# (100895) 1998 HN146
(100895) 1998 HN146 es un asteroide perteneciente al cinturón de asteroides, región del sistema solar que se encuentra entre las órbitas de Marte y Júpiter, descubierto el 22 de abril de 1998 por el equipo del Lincoln Near-Earth Asteroid Research desde el Laboratorio Lincoln, Socorro, Nuevo México, Estados Unidos.

## Designación y nombre
Designado provisionalmente como 1998 HN146. 

## Características orbitales
1998 HN146 está situado a una distancia media del Sol de 3,133 ua, pudiendo alejarse hasta 3,582 ua y acercarse hasta 2,684 ua. Su excentricidad es 0,143 y la inclinación orbital 19,67 grados. Emplea 2026,07 días en completar una órbita alrededor del Sol.

## Características físicas
La magnitud absoluta de 1998 HN146 es 15. Tiene 5,519 km de diámetro y su albedo se estima en 0,07. 